# Łódź villamosvonal-hálózata
Łódź villamosvonal-hálózata (lengyel nyelven: Tramwaje w Łodzi) Lengyelország Łódź városában található. Összesen 24 vonalból áll, a hálózat teljes hossza 124,1 km. Jelenlegi üzemeltetője a MPK Łódź.
A vágányok 1000 mm-es nyomtávolságúak, az áramellátás felsővezetékről történik, a feszültség 600 V egyenáram. 
A forgalom 1898. december 23.-án indult el.

## Útvonalak
- 1: Dworzec Łódź Chojny – Doły

Łódź villamosvonal hálózata (interactive version)
Jelmagyarázat: Működő vonalak, Bezárt vonalak

- 2: Dworzec Łódź Dąbrowa – Teofilów
- 3: Widzew Augustów – Marysin Warszawska
- 4: Dworzec Łódź Dąbrowa – Helenówek
- 5: Dworzec Łódź Żabieniec – Kurczaki
- 6: Kurczaki – Doły
- 7: Koziny - Cm. Zarzew
- 8: Cm. Zarzew – Kochanówka
- 9A: Olechów – Legionów
- 9B: Olechów – Zdrowie
- 10A: Retkinia – Augustów
- 10B: Retkinia – Olechów
- 11A: Plac Niepodległości – Helenówek
- 11B: Chocianowice-IKEA – Helenówek
- 12: Retkinia – Stoki
- 13: Dąbrowa Niższa – Teofilów
- 14: Karolew – Dworzec Łódź Dąbrowa
- 15: Chojny Kurczaki – Stoki
- 16: Chojny Kurczaki – Teofilów
- 17: Telefoniczna Zajezdnia – Chocianowice-IKEA
- 18: Telefoniczna Zajezdnia – Retkinia

Regionális vonalak:
- 41: Plac Niepodległości – Pabianice
- 43A: Północna – Konstantynów Łódzki
- 43B: Północna – Lutomiersk
- 45: Telefoniczna – Zgierz, Plac Kilińskiego (Jan Kiliński Square)
- 46: Stoki – Ozorków

Éjszakai vonalak:
- N9: Dworzec Łódź Fabryczna - Plac Wolności (Konstantynów Łódzki)

Alkalmi Vonalak:
- 120: Karolew - Widzew Stadion
- T1: Zdrowie - Marysin Warszawska